# Illustrationen (vals)
Illustrationen, op. 331, är en vals av Johann Strauss den yngre. Den spelades första gången den 26 januari 1869 i Sofienbad-Saal i Wien.

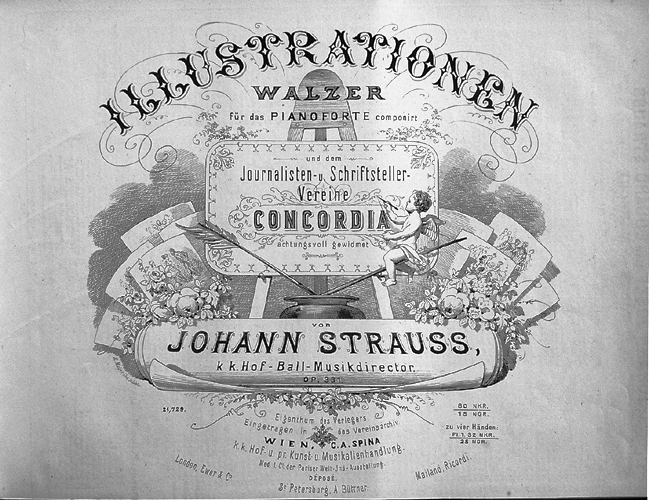
Klaverutdrag till Illustrationen.

## Historia
Valsen skrevs till Författare- och journalistföreningen "Concordia" och deras karnevalsbal som avhölls den 26 januari 1869 i Sofienbad-Saal. Två dagar senare recenserade tidningen Fremden-Blatt evenemanget: "Karnevalsårets mest glittrande dansfest har hittills utan tvekan varit Concordiabalen och vi tror inte att någon annan bal kan utmana dem angående segerkransen. Efter åratals av extraordinär popularitet var suget efter biljetter till årets fest hårt och fler än tre tusen gulden i vinst kommer tillfalla fonden för behövande författare och journalister, till vilkas förmån Concordiabalen arrangeras varje år". Festen drog inte bara författare och konstnärer men även industrimän, bankirer, diplomater, politiker och teatermänniskor. Wiens borgmästare Dr. Felder och polismästaren von Strobach återfanns bland gästerna och för första gången hedrade medlemmar av kejsarfamiljen Concordiabalen: ärkehertigarna Albrecht och Wilhelm vilka kom i sällskap av prinsen av Wales och hertig Ernst II av Sachsen-Coburg-Gotha. Johann Strauss och hans bröder Josef och Eduard hade alla komponerat var sitt nummer till balen och de turades om att dirigera musiken under kvällen. Fremden-Blatt skrev vidare: "Hovkapellmästaren Johann Strauss hade tagit med sig en vals 'Illustrationen' och den fick tas om i repris på allmän begäran; Josef bidrog med polkan 'Concordia', vilken mottogs med applåder, och Eduard Strauss med den nya polkamazurkan 'Vom Tage', vilken möttes med största möjliga respons".
Författaren och Strausskännaren Berth Vestergårdh rubricerar valsen som "En av Johann Strauss' svagaste valser".

## Om valsen
Speltiden är ca 13 minuter och 21 sekunder plus minus några sekunder beroende på dirigentens musikaliska tolkning.

## Weblänkar
- Illustrationen i Naxos-utgåvan.